# Religija u Ukrajini
Religija u Ukrajini ima veliko značenje. Kršćanstvo je ostavilo vrlo velike utiske kroz duži period posebno jer je srednjovjekovni Kijev bio veliko kršćansko središte slavenskog i europskog svijeta iz kojeg se kršćanstvo širilo više od 4. stoljeća, posebno prema sjeveroistoku Europe. 

## Pokrštavanje
Prije širenja kršćanstva srednjovjekovna Ukrajina je bila dom mnogih poganskih vjerovanja starih Slavena i pridošlih Gota naseljenih na širim ukrajinskim prostorima, a ta su vjerovanja gotovo posve potisnuta u 10. stoljeću odnosno nakon 988. godine kada je kršćanstvo privaćeno kao službena religija Kijevske Rusi. Nakon tog čina Ukrajina je u sljedećem razdoblju obilježena velikom tradicijom kršćanske kulture s velikim brojem crkava, samostana i crkvenih prosvjetitelja izravno povezanih s Bizantom.

## Od 14. do 17. stoljeća
Gubitkom neovisnosti u 14. stoljeću, Ukrajina se u velikoj mjeri susreće s katoličanstvom, prihvaća u 16. stoljeću nadležnost Rima, ali zadržava bizantsku tradiciju služenja crkvenog obreda. Tada je stvorena Unijatska crkva (Grkokatolička crkva) kojoj su se opirali ukrajinski kozaci jer su smatrali da će se na taj način izvršiti velika asimilacija ukrajinskog plemstva koje je sve više sudjelovalo u poljskim političkim zbivanjima. U 17. stoljeću Ukrajina i Rusija stvaraju svojevrsnu koaliciju, i kroz sljedećih dva stoljeća stvaraju svojevrsnu simbiozu Ukrajinske i Ruske pravoslavne crkve koja se iz političkih razloga konačno pokazala pogubnom za neovisnost Ukrajinske pravoslavne crkve.

## Raslojavanje
Višestruko složeni politički i kolonijalni pritisci ruskih careva prema Ukrajinskoj nacionalnoj crkvi na prijelazu s 18. na 19. stoljeće doveli su do raskola crkvenih zajednica i ograđivanja ukrajinskog naroda od službene Crkve što je ostavilo velike posljedice na jedinstvo Ukrajinske crkve, a zatim je u 20. stoljeću stvorena i neovisna Ukrajinska autokefalna pravoslavna crkva. Svi postupci doveli su do toga da danas u Ukrajini postoje 4 jake Crkve: Ukrajinska pravoslavna crkva Kijevske patrijaršije, Ukrajinska pravoslavna crkva Moskovske patrijaršije, Ukrajinska autokefalna (neovisna) pravoslavna crkva i Ukrajinska grkokatolička crkva. Posljednje dvije Crkve smatraju se autentičnim ukrajinskim crkvama koje su zadržale tradicionalni element ukrajinske nacionalne Crkve

## Od vremena SSSR-a do danas
U Sovjetskom Savezu Ukrajina se suočila s velikim pritiskom ateističkih uvjerenja što se odrazilo na cijelu populaciju, posebno u jugoistočnoj Ukrajini. Državna istraživanja Razumkov centra iz 2003. ukazuju da religijska uvjerenja ima 75.2% ukrajinskih građana, dok 21.9% nije religiozno te se smatraju ateistima. Oko 37.4% ukrajinskih vjernika različitih vjeroispovijesti redovito prakticira vjerske običaje.
Prema službenim podacima iz 2011. godine u Ukrajini je registrirano 33.977 crkava i religijskih organizacija. Preko 97% registriranih vjerskih zajednica u Ukrajini su kršćanske, a oko polovica njih je pravoslavne tradicije. Druga polovica je podijeljena između katolika i protestanata (manji broj). Prema neslužbenoj definiciji tradicionalnim ukrajinskim Crkvama pripadaju one pravoslavnog, grkokatoličkog i rimokatoličkog statusa, zatim Armenska religijska zajednica, i do jedne mjere luterani, kalvinisti (reformatori), baptisti, pentekostalci i adventisti.
Ukrajinska pravoslavna Crkva (Moskovske patrijaršije) ima 12.251 registriranih vjerskih jedinica. Oznaka Moskovska patrijaršija nije službeni naziv te Crkve već se neslužbeno navodi označavajući time specifičan povijesni status u odnosu na Rusku pravoslavnu Crkvu. S 4508 registriranih vjerskih jedinica, druga po redu je Ukrajinska pravoslavna Crkva Kijevske patrijaršije. Prema posljednjim istraživanjima, ova crkva okuplja najveći broj vjernika u Ukrajini. Treća po veličini je Ukrajinska autokefalna pravoslavna Crkva s 1227 registriranih vjerskih jedinica.
Uz pravoslavne Crkve, vodeću Crkvu u Ukrajini predstavlja Ukrajinska grkokatolička Crkva s 3825 registriranih vjerskih jedinica. U tom crkvenom ogranku registrirano je 2.424 svećenika. Rimokatolička Crkva u Ukrajini ima 1081 registriranih vjerskih jedinica (od toga 909 župa) i 579 registriranih svećenika. U Ukrajini djeluje 2.705 registriranih vjerskih jedinica protestantskog usmjerenja odnosno 1595 onih s evangeličkim usmjerenjem. U bitno manjem omjeru u Ukrajini djeluju i druge vjerske zajednice, između ostalih i one židovskog, islamskog i budističkog uvjerenja.

## Religijska uvjerenja
| Religija                                     | Razumkov centar 2000.                  | Razumkov centar 2001.                  | Razumkov centar 2004.                  |
| Religijska uvjerenja – Razumkov centar       | Religijska uvjerenja – Razumkov centar | Religijska uvjerenja – Razumkov centar | Religijska uvjerenja – Razumkov centar |
| -------------------------------------------- | -------------------------------------- | -------------------------------------- | -------------------------------------- |
| 1. Pravoslavlje                              | 66 %                                   | 49,3 %                                 | 45,7 %                                 |
| 1.1 Ne priznaje Patrijaršiju                 | 38,8 %                                 | 20,7 %                                 | 16 %                                   |
| 1.2 Ukrajinska pravoslavna crkva KP          | 14,4 %                                 | 18,9 %                                 | 19 %                                   |
| 1.3 Ukrajinska pravoslavna crkva MP          | 10,8 %                                 | 8,5 %                                  | 9 %                                    |
| 1.4 Ukrajinska autokefalna pravoslavna crkva | 2,0 %                                  | 1,2 %                                  | 1,7 %                                  |
| 2. Katoličanstvo                             | 13 %                                   | 6,1 %                                  | > 6 %                                  |
| 2.1 Ukrajinska grkokatolička crkva           | 12,3 %                                 | 5,5 %                                  | 6 %                                    |
| 2.2 Ukrajinska rimokatolička crkva           | 0,7 %                                  | 0,6 %                                  | < 0,5 %                                |
| 3. Islam                                     | 0,8 %                                  | < 0,5 %                                | < 0,5 %                                |
| 4. Judaizam                                  | < 0,4 %                                | < 0,4 %                                | < 0,4 %                                |
| Ostala uvjerenja (ateizam, protestantizam)   | 19,8 %                                 | 44,6 %                                 | 48,3 %                                 |
| Religija                                     | Razumkov centar 2000.                  | Razumkov centar 2001.                  | Razumkov centar 2004.                  |

## Galerija
- Širenje kršćanstva u Europi i na Sredozemlju.
- Europa u doba velike podjele 1054. godine.
- Religija u Europi, na Sredozemlju i na Bliskom Istoku 1100.
- Religije u Europi 1560.